# Nižný Komárnik
Nižný Komárnik es un municipio del distrito de Svidník en la región de Prešov, Eslovaquia, con una población estimada a final del año 2024 de 185 habitantes.
Se encuentra ubicado en el centro-norte de la región, cerca del río Ondava (cuenca hidrográfica del río Tisza) y de la frontera con  Polonia.

## Demografía
| Año        | 1994 | 2004     | 2014     | 2024    |
| ---------- | ---- | -------- | -------- | ------- |
| Población  | 173  | 146      | 174      | 185     |
| Diferencia |      | −15,60 % | +19,17 % | +6,32 % |

| Año        | 2023 | 2024    |
| ---------- | ---- | ------- |
| Población  | 182  | 185     |
| Diferencia |      | +1,64 % |